# 機械工程師學會 (中國)
機械工程師學會是中華人民共和國一個與機械工程有關的工程學會。總辦事處位於上海，在全球各個地區建有分會。該學會主要是主要從事發展機械工程及其有關領域的科學技術，鼓勵基礎研究，促進學術交流，發展與其他工程學、協會的合作等事務，屬於公益性機構，學會會員涉及全球各個地區。學會的中国大陸地區總辦事處位於上海市浦東新區商城路518號。